# Liste des rues de Kinshasa
Kinshasa, capitale de la République démocratique du Congo, est une mégapole dont les rues se croisent généralement à angle droit. Principales exceptions, les implantations historiques de Kintambo et Gombe, proches du fleuve et sa géographie spécifique, établies dans la première moitié du XXe siècle. On trouve aussi des exceptions à l'orthogonalité des rues dans les implantations récentes de la ville dans la zone des collines (Selembao, Mont-Ngafula, zone de l'Université de Kinshasa, ...).
Ci-dessous les principaux axes de communication, classés selon leur orientation générale.

## Axes est-ouest
du nord au sud
- promenade de la Raquette (en bord de fleuve)
- avenue Roi Baudouin (anciennement avenue des 3 Z, avenue Lemera)
- avenue de la Justice
- avenue Isiro
- avenue des Aviateurs
- boulevard du 30 juin / Colonel Mondjiba
- avenue Sergent Moke, avenue Kabambare
- avenue de Kabinda
- avenue Sendwe
- avenue de la Victoire
- avenue Kasa-Vubu (partie)
- avenue de la Foire (By-Pass) (partie)

## Axes nord-sud
de l'ouest à l'est
- route de Matadi / chaussée Mzee Laurent-Désiré Kabila, anciennement avenue Makanda Kabobi
- avenue Kasa-Vubu (partie ouest)
- avenue des Forces armées (anciennement avenue du Haut commandement, et avenue du Prince de Liège)
- avenue Pierre Mulele (anciennement avenue du 24 novembre, avenue des Victimes de la Rébellion et avenue Joséphine Charlotte à l'époque coloniale)
- avenue de la Démocratie (anciennement avenue des Huileries)
- avenue Kasa-Vubu (partie est) continuant sur l'avenue Pierre Elengesa
- avenue du Luambo Makiadi
- avenue de l'Université
- avenue de la Foire (By-Pass)
- boulevard Lumumba
- avenue Kabasele Tshiamala (anciennement avenue du Flambeau)
- Avenue Congo- japon, ancienne avenue des Poids lourds

## Autres
- place de la Victoire
- place de l'Échangeur
- place Nelson-Mandela
- rond-point Ngaba
- rond-point Ezo

## Liens
- Carte de Kinshasa (2001)
- Carte de Kinshasa, OpenStreetMap